# Sinfonía n.º 1 (Nielsen)
La Sinfonía n.º 1 en sol menor op. 7 de Carl Nielsen es una composición orquestal escrita en 1892.

## Historia

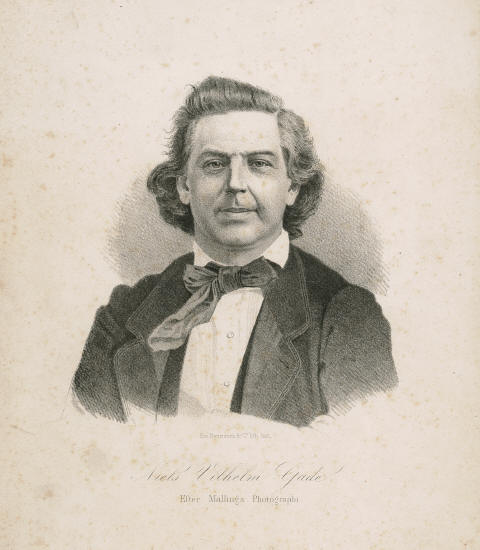
Niels Gade

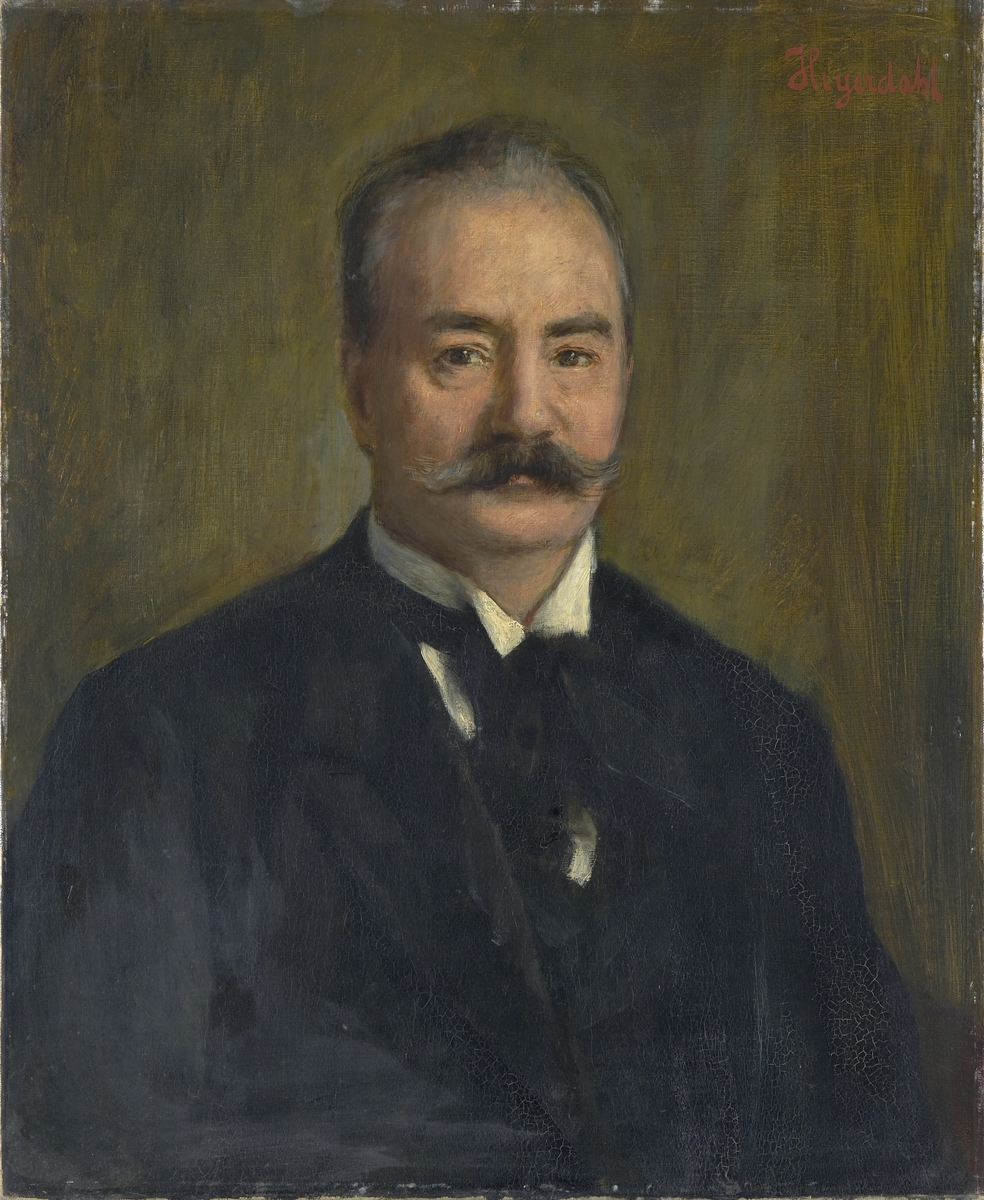
Hans Heyerdahl, Retrato de Johan Svendsen, 1890 Oslo Museum,

A diferencia de su célebre contemporáneo Jean Sibelius, Carl Nielsen no optó por marcharse al extranjero para perfeccionar su formación musical; tras pasar el periodo de la adolescencia en su pueblo natal, en mayo de 1883 decide trasladarse a Copenhague, donde toma contacto con Niels Gade, la personalidad más conocida e influyente en el ámbito musical de Dinamarca, a quien le presenta a juicio un cuarteto de cuerda, recientemente compuesto. Gade quedó impresionado por el talento del joven músico hasta el punto de invitarlo a continuar seguramente sus estudios en el Conservatorio de la capital danesa, bajo la dirección de V. Tofte (violín), O. Rosenhoff (teoría) y el propio Gade (Historia de la música).
En Copenhague, Nielsen conoció a Johan Severin Svendsen, un compositor y director de orquesta noruego, recientemente nombrado director de la Orquesta de la Corte Danesa en ese momento. Seguidor, a diferencia de Edvard Grieg, del romanticismo tradicional germánico, Svendsen fue un músico de un eclecticismo consciente y experto, abierto a las más variadas influencias de la gran música europea que van desde los poemas sinfónicos de Franz Liszt hasta las sinfonía severas de Johannes Brahms, e incluso al colorido folclore eslavo de Pëtr Chaikovski. La influencia de Svendsen sobre Carl Nielsen en pleno período formativo de este último fue tal que ya se hizo evidente en la Piccola Suite op. 1 para orquesta de cuerdas y también es destacable en la Primera Sinfonía, compuesta entre 1891 y 1892 e interpretada por primera vez por el propio Svendsen en Copenhague el 14 de marzo de 1894.
Entre las seis sinfonías del compositor danés, la Primera puede considerarse como su obra más tradicional, donde se manifiesta su apego a una tradición popular más dedicada al canto lírico que (a diferencia de la Finlandia de Sibelius) a la épica. Junto a la tradición, sin embargo, también se puede encontrar en la sinfonía la presencia de algunos elementos innovadores del estilo personal de Nielsen que posteriormente darían lugar a un lenguaje musical desligado del pasado y conducido a una verdadera desintegración tonal.

### Estreno
La primera interpretación tuvo lugar en Copenhague el 14 de marzo de 1894 con la Royal Danish Orchestra dirigida por Johan Svendsen.

## Instrumentación
- 3 flautas (la primera actúa como flautín en el cuarto movimiento)
- 2 oboes
- 2 clarinetes en si bemol
- 2 fagotes
- 4 trompas (2 en mi bemol, sol y do, 2 en si bemol y fa)
- 2 trompetas (en mi bemol y do)
- 3 trombones (2 tenores y 1 bajo)
- timbales
- cuerdas

## Estructura
- I. Allegro orgulloso

Ya al inicio del primer movimiento, la originalidad del estilo de Nielsen se manifiesta en el choque de la tonalidad en sol menor del tema sobre el acorde solitario de la orquesta expuesto al inicio del do mayor, lo que pudo haber disgustado al público de la época. (y que probablemente haya despertado cierta perplejidad al propio Brahms, a quien Nielsen le había mostrado la obra con motivo de una visita a Viena en 1893). Todo el movimiento se basa en la elaboración del contraste armónico entre los dos tipos de tono, incluidos los pasajes en los que se requiere que la orquesta realice una interpretación artística muy enérgica y sonora
- II. Andante

El segundo movimiento está marcado por una amplia melodía que se alarga simple y plana, como expresión de un lenguaje musical nacional "nórdico". aunque Nielsen no se revela (sobre todo en su edad madura) como un compositor sensible a las seducciones del "color local"; su música puede recordar la impresión del paisaje nórdico, ya que no es (a diferencia de la obra de Sibelius) esencialmente "nebulosa, crepuscular y legendaria, sino lúcida, casi trágicamente serena y completamente moderna". La música despierta en el oyente un sentimiento de serena belleza, sin dejar lugar a la deriva sentimental
- III. Allegro cómodo

En el tercer movimiento, el estilo de la armonía y el refinamiento rítmico subrayan la voluntad estilística independiente de Nielsen. su disponibilidad hacia el futuro o, al menos, su conciencia del presente musical en Europa que lo llevará a ''utilizar en las obras de madurez rasgos estilísticos disonantes y procedimientos politonales que son el resultado de una investigación solitaria y consciente, sin motivaciones de necesidad o costumbre (recurso, éste, que distingue la obra de Nielsen de la del compositor sueco Kurt Atterberg, otro eminente representante de la sinfonía escandinava). La libertad de la constricción de las formas tradicionales se manifiesta aquí en Nielsen a través de la ruptura con las convenciones: en el movimiento se insinúa un trío que de hecho no sigue
- IV. Allegro con fuoco

El movimiento final tiene un carácter marcial; en él vemos las principales características del sinfonismo de Nielsen, la lucha por un lenguaje absolutamente personal, que con el tiempo conducirá al compositor danés hacia una radical “desintegración tonal” (en lugar de la “germinación temática” de Sibelius); todo impulso inventivo de la sinfonía de Nielsen no surge de la melodía, sino del peso armónico y la variedad rítmica. En conclusión, se puede observar cómo la importancia histórica de la Primera Sinfonía radica en que marca la aparición en el escenario internacional de un joven y prometedor compositor, aparentemente quizás un poco impetuoso pero indudablemente original.

## Grabaciones

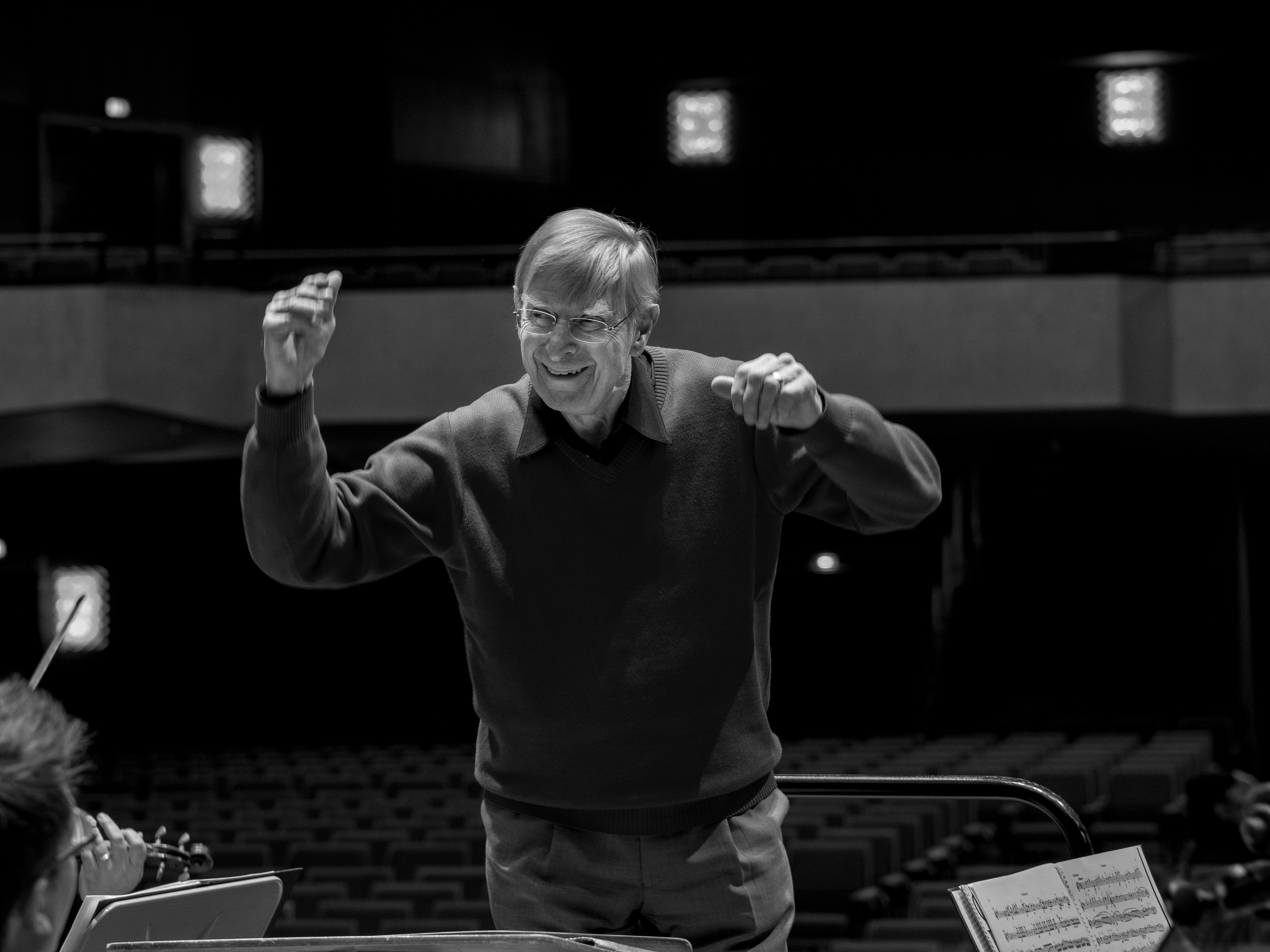
Herbert Blomstedt

### Discografía selectiva
- Orquesta Filarmónica de la BBC, John Storgårds (Chandos)
- Orquesta Sinfónica de la Radio Danesa, Thomas Jensen (Decca)
- Orquesta Sinfónica de la Radio Danesa, Erik Tuxen (Danacord)
- Orquesta Sinfónica de la Radio Danesa, Michael Schønwandt (Alliance)
- Orquesta Sinfónica de Gotemburgo, Neeme Järvi (Deutsche Grammophon)
- Orquesta Filarmónica Janáček, Theodore Kuchar (Clásicos Brillantes)
- Orquesta Sinfónica de Londres, Ole Schmidt (Conceptos musicales)
- Orquesta Sinfónica Nacional de Irlanda, Adrian Leaper (Naxos)
- Orquesta de Filadelfia, Eugene Ormandy (Sony BMG)
- Hr-Sinfonieorchester, Paavo Järvi (RCA BMG) Referencia
- Orquesta Real Danesa, Paavo Berglund (RCA BMG)
- Real Orquesta Escocesa, Bryden Thomson (Chandos)
- Orquesta Sinfónica de San Francisco, Herbert Blomstedt (Decca) Referencia
- Orquesta Sinfónica de la Radio Sueca, Esa-Pekka Salonen (Sony BMG)